# ラグランジュ点に存在する物体の一覧

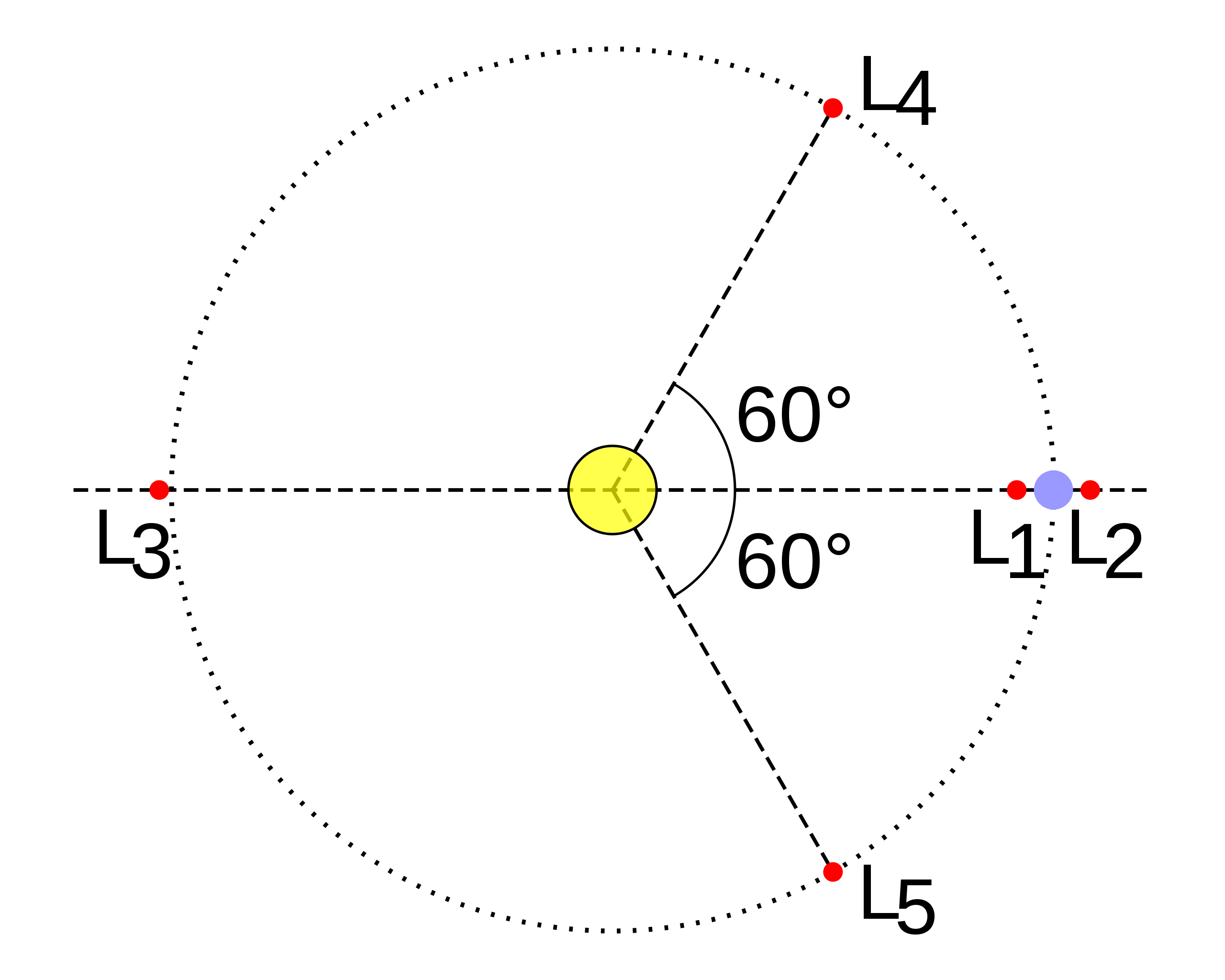
5つのラグランジュ点L_{1}, L_{2}, L_{3}, L_{4}, L_{5}

ラグランジュ点に存在する物体の一覧（ラグランジュてんにそんざいするぶったいのいちらん）は、太陽系内のラグランジュ点に存在する、存在していた、将来的に存在することになる、またはその予定であった、既知の物体の一覧である。
太陽－惑星、または惑星－衛星のような質量に差のある2つの天体の組は、それぞれ5つのラグランジュ点を有する。

## 太陽－地球 ラグランジュ点

### L1
地球から太陽に向かっておよそ 150万 km 内側に位置するラグランジュ点。
現存する探査機
- WIND
- SOHO
- ACE
- DSCOVR - 太陽活動の観測および地球の撮影

過去の探査機
- ISEE-3 - 1983年に彗星にランデブーするためL1から離れた。現在は太陽周回軌道上に存在し、2014年に地球に再接近した。
- ジェネシス - L1にて太陽風のサンプルを採取した。現在は太陽周回軌道上に存在。

計画中の探査機
- LISA パスファインダー
- 夸父

### L2
地球から太陽の反対方向に向かっておよそ 150万km 外側に位置するラグランジュ点。
現在の探査機
- WMAP　2010年9月運用終了。
- プランク　L2点から移動させた後、2013年10月に運用終了。
- ハーシェル宇宙望遠鏡 - L2点から移動させた後、2013年6月に運用終了。
- 嫦娥2号 - 月探査を終えた後、2011年8月にL2点に到着。2012年4月にL2を離れて小惑星探査へ向かった。
- ガイア(GAIA) 欧州宇宙機関の天体観測衛星。 2014年1月14日にL2点到着。
- ジェイムズ・ウェッブ宇宙望遠鏡 (JWST) 2022年1月25日にL2点到着。
- ユークリッド

計画中の探査機
- LiteBIRD
- ダーウィン
- Advanced Technology Large-Aperture Space Telescope

中止された探査機
- SPICA（次世代赤外線天文衛星）
- エディントン計画

### L3
太陽をはさんだ地球の反対側に位置するラグランジュ点。いわゆる反地球の存在が仮定されたことがあったが、現在では否定されており、この場所で観測された物体は存在しない。宇宙機を送り込む計画もない。

### L4
地球の公転軌道に沿って60度前方に位置する。
- STEREO-A (Solar TErrestrial RElations Observatory – Ahead) - 2009年9月にL4に接近した。地球より少し速い速度で太陽を周回している[1]。
- 2010 TK7[2]
- (614689) 2020 XL5
- コーディレフスキー雲(未確認)

### L5
地球の公転軌道に沿って60度後方に位置する。
- STEREO-B (STEREO – Behind) - 2009年10月にL5に接近した。地球より少し遅い速度で太陽を周回している[1]。
- スピッツァー宇宙望遠鏡 - 地球を追いかける形で太陽を回る軌道を取っている。一年に約0.1AUずれ、およそ2013年 - 2015年にL5を通過する。
- コーディレフスキー雲(未確認)

## 地球－月 ラグランジュ点

### L1
月の表側で地球と月の重力が釣り合う地点。
距離は地球中心から0.8403997 R(Rは月の公転半径)。 月中心と地球中心の距離(公転半径)を384,400 kmとすると、地球中心から323,049 km、月中心から61,350 km。 
地球から月に物を送りたいとき、この地点付近を通過する軌道に投入する。
第2宇宙速度まで加速して放物線、あるいは双曲線軌道で投入する場合とそれ未満の近地点速度の長楕円軌道で投入する場合があるが、地表での速度はだいたい両者ともに11 km/sでそこまで変わらない。楕円軌道のとき、遠地点、つまりはL1点での速度はおよそ1.08 km/s、月の公転速度は1 km/s。
楕円軌道の場合約4 日と20 時間、放物線軌道の場合約2 日かかる。

### L2
地球から見て月の真裏にある。
距離は地球中心から0.1595926 R(Rは月の公転半径)。 月中心と地球中心の距離(公転半径)を384,400 kmとすると、月中心から61,347 km。
月の裏側と地球との間で交信するため、この位置に通信衛星が置かれる可能性がある。
現在の探査機
- 鵲橋 - 世界初の地球-月ラグランジュ点L2を周回する通信衛星[5]。

計画中の探査機
- EQUULEUS

### L4/ L5
- コーディレフスキー雲（可能性）
- L2に人工衛星が置かれた場合、それをサポートするためにこの位置にTDRS（データ中継衛星）が置かれると予想される。

過去の探査機
- ひてん - L4・L5を通過し、非常に少ない燃料で月軌道に達する低エネルギー遷移軌道（low energy trajectory）をはじめて実現した探査機。ひてんの観測ではラグランジュ点で塵の密度上昇は最終的に確認されなかった。

## 太陽－火星 ラグランジュ点
太陽－火星 ラグランジュ点のL4とL5に位置する小惑星 は火星トロヤ、火星ラグランジュ小惑星と呼ばれることがある。

### L4
- (121514) 1999 UJ7

### L5
- (5261) エウレカ
- (101429) 1998 VF31

候補
- (311999) 2007 NS2

## 太陽－木星 ラグランジュ点
太陽－木星 ラグランジュ点のL4とL5に位置する小惑星 は木星トロヤ小惑星、または単にトロヤ小惑星と呼ばれる。L4に位置するものをギリシア群、L5に位置するものを（狭義の）トロヤ群と呼ぶこともある。

### L4
- 木星のトロヤ群小惑星の一覧 (ギリシア群)

### L5
- 木星のトロヤ群小惑星の一覧 (トロヤ群)

## 土星－テティス ラグランジュ点

### L4
- テレスト

### L5
- カリプソ

## 土星－ディオネ ラグランジュ点

### L4
- ヘレネ

### L5
- ポリデウネス

## 太陽－天王星 ラグランジュ点

### L4
- 2011 QF99

### L5
- （未発見）

## 太陽－海王星 ラグランジュ点
太陽－海王星 ラグランジュ点のL4とL5に位置する小惑星 は海王星トロヤと呼ばれることがある。

### L4
- 2001 QR322
- 2004 UP10
- 2005 TN53
- 2005 TO74
- 2006 RJ103
- 2007 VL305

### L5
- 2004 KV18
- 2008 LC18
- 2011 HM102